# Wassili Michailowitsch Sewergin

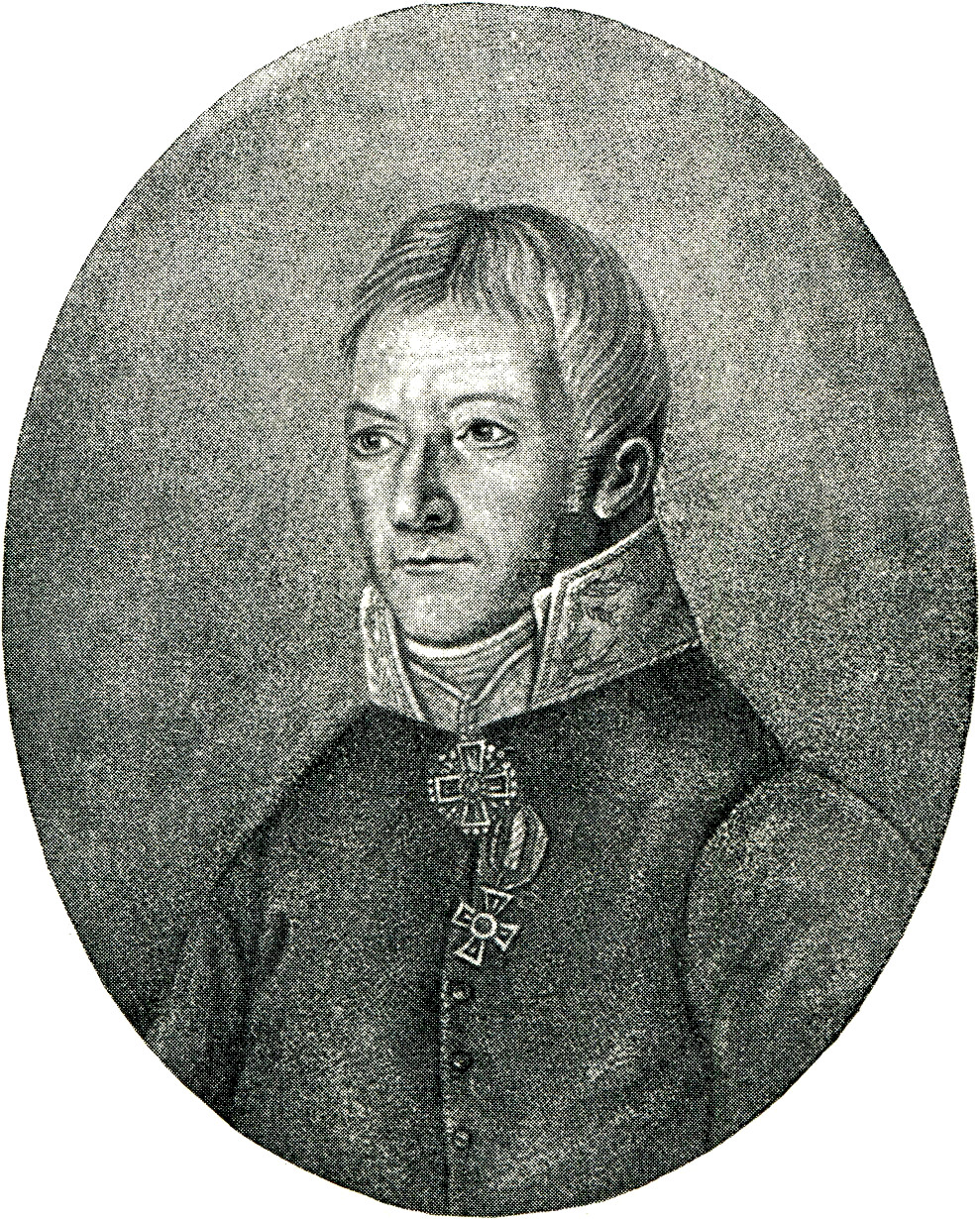
Wassili Michailowitsch Sewergin

Wassili Michailowitsch Sewergin (russisch Василий Михайлович Севергин; * 19. Apriljul. / 30. April 1765greg. in St. Petersburg; † 29. Novemberjul. / 11. Dezember 1826greg. ebenda) war ein russischer Chemiker, Mineraloge, Geologe und Hochschullehrer.

## Leben
Sewergin war ein aus der Leibeigenschaft freigelassener Musiker. Karamsin sah einen Namenszusammenhang mit dem Kosaken-Ataman des 16. Jahrhunderts Sewergi.
Sewergin lernte zu Hause das Schreiben und Malerei sowie Grundkenntnisse des Lateins, des Französischen und des Deutschen. 1776 trat der Elfjährige in das St. Petersburger Akademie-Gymnasium ein. Seine Fächer waren Latein, Logik, Geometrie, Trigonometrie, Mechanik, Physik, Chemie, Bergbaukunde und Mineralogie. 1782 erhielt er auf Empfehlung des Gymnasiumleiters Iwan Iwanowitsch Lepjochin ein Staatsstipendium. 1784 wechselte er vom Gymnasium an die Akademie-Universität.
1785 wurde Sewergin auf Empfehlung Iwan Iwanowitsch Lepjochins und der Akademie-Direktorin Jekaterina Romanowna Woronzowa-Daschkowa zum weiteren Studium an die Universität Göttingen geschickt. Dort studierte er unter der Leitung Johann Friedrich Gmelins Mineralogie, Bergbaukunde, Chemie, Physik und Geographie. 1789 kehrte er nach St. Petersburg zurück und legte mit Auszeichnung die Examina in Mineralogie bei Johann Gottlieb Georgi, in Physik und Chemie bei Wolfgang Ludwig Krafft, in Botanik bei Iwan Iwanowitsch Lepjochin und in Zoologie und Anatomie bei Peter Simon Pallas ab. Außerdem stellte er der Akademie die von Johann Gottlieb Georgi und Nikita Petrowitsch Sokolow begutachtete Dissertation über verschiedene Alkalisalze und die von Peter Simon Pallas begutachtete Dissertation über die Eigenschaften und die Bildung des Basalts vor zur Erlangung des Akademischen Grades Akademiker-Adjunkt. Darauf wurde er 1789 Akademiker-Adjunkt an der Kaiserlichen Akademie der Wissenschaften am Lehrstuhl für Mineralogie und 1793 Akademiker und Professor für Mineralogie an der Akademie der Wissenschaften. 1795 wurde er Korrespondierendes Mitglied der Akademie der Wissenschaften zu Göttingen, 1798 Mitglied der Agricultural Society in London, 1799 Mitglied der Mineralogischen Gesellschaft Jena und 1801 Mitglied der Königlichen Schwedischen Akademie der Wissenschaften.
Sewergin gilt als Begründer der russischen Mineralogie. Kern seiner wissenschaftlichen Arbeit war die enge Verbindung von Mineralogie und Chemie und die genaue Beobachtung unabhängig von Theorien. Damit folgte er den Ideen Michail Lomonossows. Er verfasste viele wissenschaftliche Fachartikel meist in russischer Sprache zu Problemen der Mineralogie, Physik, Chemie und Agrartechnik. Dabei folgte er dem Mineralogen René-Just Haüy und dem Chemiker Antoine Laurent de Lavoisier, dessen Experimente er wiederholte und beschrieb. 1798 teilte er die Gesteine ein in primäre Gesteine, beispielsweise Granit, sekundäre tonige Schichtungen, tertiäre Kalksteine mit Fossilien und quartäre Sandformationen. Im gleichen Jahr entdeckte er in Lagerstätten das regelmäßig gemeinsame Auftreten verschiedener Minerale, was 1849 von August Breithaupt als Paragenese bezeichnet wurde. Sewergin übernahm René-Just Haüys Kristallographie-Theorie und erläuterte sie in seinen Werken. Er schuf die erste russische Nomenklatur für die Geologie und die Chemie. Er beschrieb und verbesserte chemische Verfahrensweisen, beispielsweise die Schießpulverherstellung, die Gewinnung von Schwefel aus Pyrit und die von Salpeter aus Humusgruben. 1817 gründete Sewergin mit anderen die St. Petersburger Mineralogische Gesellschaft.
1802 führte Sewergin für mineralogische Untersuchungen eine Expedition nach Belarus durch. 1803 erforschte er das nördliche Ladogasee-Gebiet im Hinblick auf Eisenerz- und Marmorvorkommen. Auch beschrieb er die dortigen Ethnien und verfasste ein russisch-finnisches Wörterbuch der Ortsnamen. In seinem Buch über die Untersuchungen in den westlichen Provinzen Russlands beschrieb er nicht nur die Minerale und Bodenformationen, sondern auch die Vegetation und insbesondere die Pflanzen und Arzneipflanzen in der Umgebung Grodnos, die Jean-Emmanuel Gilibert gesammelt hatte und er in Carl von Linnés System eingeordnet hatte. Er veröffentlichte Wörterbücher zur Mineralogie (1801, 1807) und Chemie (1810) und ein Bedeutungswörterbuch der wissenschaftlichen Termini (1815). Er übersetzte unter anderem Charles Louis Cadet de Gassicourts Dictionnaire de chimie (4 Bände, 1810–1813), Jean-Emmanuel Giliberts Botanik (3 Bände) und Johann Friedrich Gmelins Grundsätze der technischen Chemie (2 Bände, 1803). Für die Akademie beteiligte er sich an der Übersetzung von Johann Georg Sulzers Allgemeiner Theorie der schönen Künste und Jean-Jacques Barthélemys Voyage du jeune Anacharsis en Grèce. Er schrieb über Michail Lomonossow (St. Petersburg, 1805) und über Kusma Minin und Dmitri Michailowitsch Poscharski (St. Petersburg, 1807).
Nach Sewergin wurde der Severginit, eine Modifikation des Axinit-(Mn), benannt, das im südlichen Ural gefunden und von Georgi Pawlowitsch Barssonow 1951 erstmals beschrieben wurde. Der 1805 von Adam Johann von Krusenstern benannte Vulkan Sewergin liegt auf der Vulkaninsel Charimkotan der Kurilen. Auch eine Bucht von Charimkotan und die Meerenge zwischen den Inseln Charimkotan und Schiaschkotan wurden nach Sewergin benannt. In Gorlowka gibt es eine Sewergin-Straße.